# Jimmy Stewart (pilota automobilistico)
James Robert Stewart, detto Jimmy (Milton, 6 marzo 1931 – Helensburgh, 3 gennaio 2008), è stato un pilota automobilistico britannico.
Partecipò al Gran Premio di Gran Bretagna 1953 a bordo di una Cooper T20 della Ecurie Ecosse. Non porterà a termine la gara.
Dopo l'esperienza in Formula 1 fu vittima di un grave incidente su una vettura sport a Silverstone e decise di ritirarsi dalle competizioni occupandosi della carriera del fratello minore Jackie, futuro tre volte Campione del Mondo.

## Risultati in Formula 1
| 1953 | Scuderia      | Vettura    |  |  |  |  |  |     |  |  |  | Punti | Pos. |
| ---- | ------------- | ---------- |  |  |  |  |  | --- |  |  |  | ----- | ---- |
| 1953 | Ecurie Ecosse | Cooper T20 |  |  |  |  |  | Rit |  |  |  | 0     |      |

| Legenda | 1º posto     | 2º posto | 3º posto    | A punti         | Senza punti/Non class.  | Grassetto – Pole position Corsivo – Giro più veloce |
| Legenda | Squalificato | Ritirato | Non partito | Non qualificato | Solo prove/Terzo pilota | Grassetto – Pole position Corsivo – Giro più veloce |